# 宇宙大戦争 (プロレス興行)

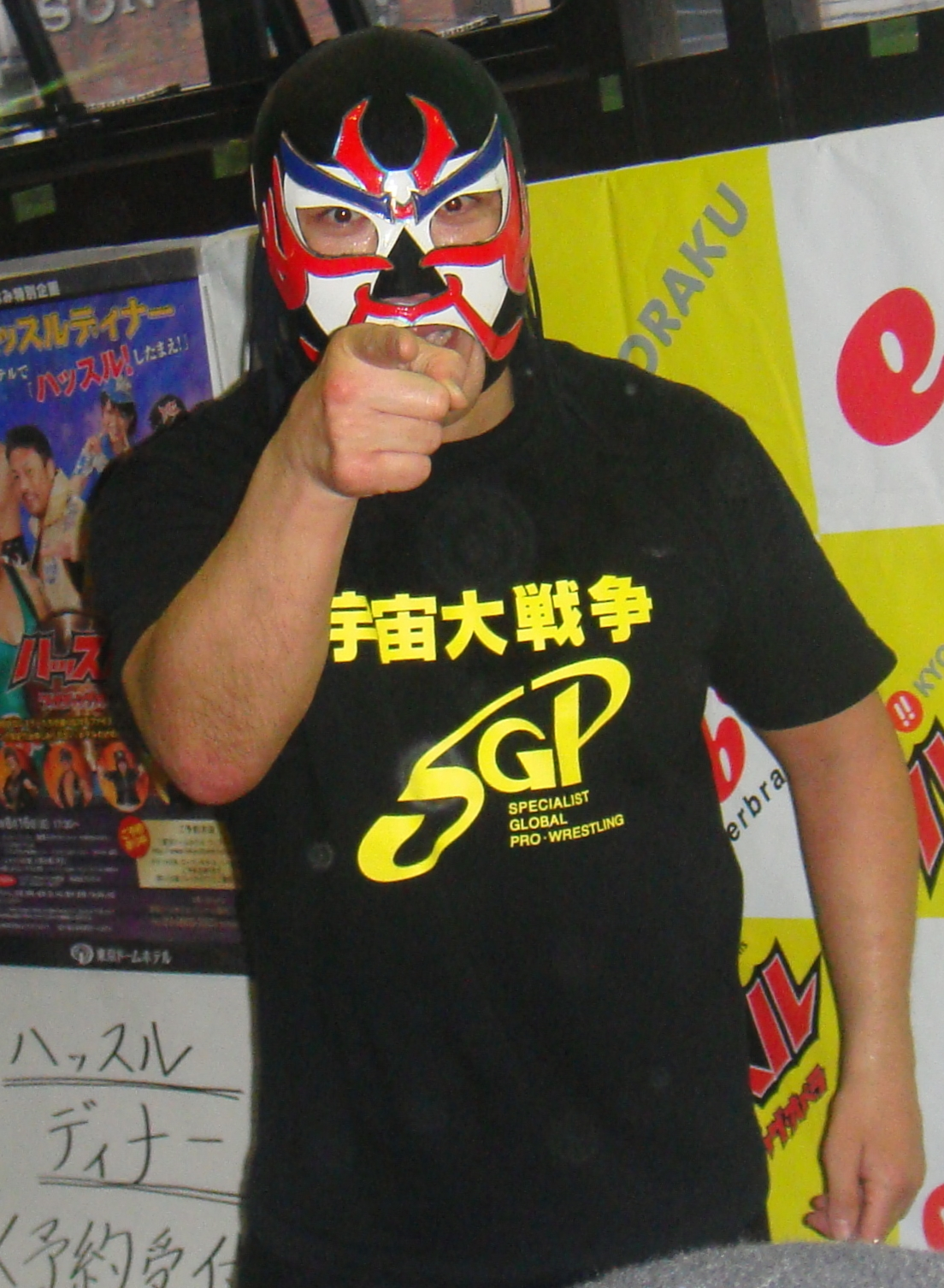
ザ・グレート・サスケ

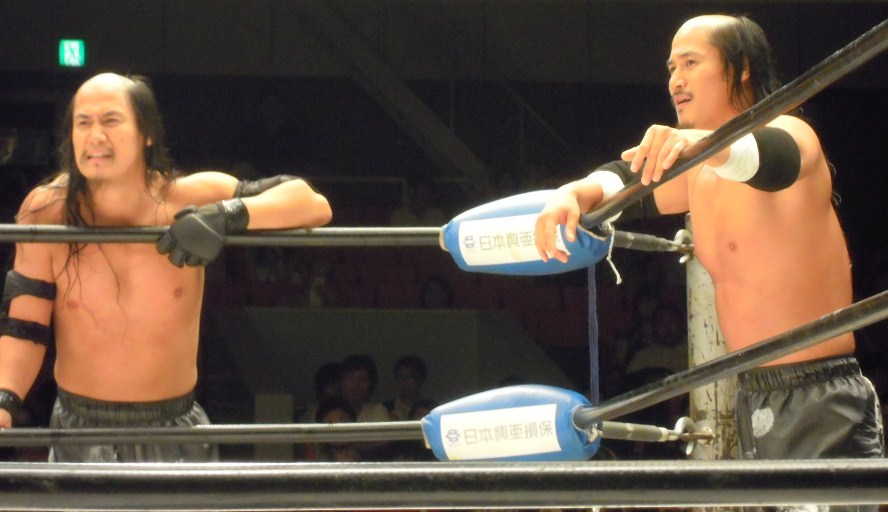
バラモン兄弟（左がバラモン・ケイ、右がバラモン・シュウ）

宇宙大戦争（うちゅうだいせんそう）は、みちのくプロレスが12月に後楽園ホールで開催している。

## 概要
宇宙大戦争はザ・グレート・サスケとバラモン兄弟（バラモン・シュウ、バラモン・ケイ）との抗争であり、サスケは毎回タッグパートナーと協力してバラモン兄弟とタッグマッチで対戦している。
試合は凶器の使用が認められるデスマッチであり、エニウェアマッチ（リング以外でもピンフォールが可能で場外カウントはなし）など「何でもあり」の特別ルールで行われる。
大会名の由来は佐藤兄弟が「サスケ＝宇宙人」説を唱えたことに端を発し、2006年12月の後楽園ホール大会にて佐藤秀が「お前との宇宙戦争は終わりだ。」発言から、2007年の宮城大会にてサスケの「お前らとはな宇宙戦争じゃない、宇宙大戦争だ!」から名づけられた。2011年に開催された「宇宙大戦争〜ファイナル〜 敗者岩手追放デスマッチ」でサスケ組に敗れた佐藤兄弟は「岩手追放」を宣告されたが、2012年にバラモン兄弟と改名し何事もなかったかのように再び参戦した。
毎年のように「今年が本当に最後の最終決戦」と銘打たれ決着はついていなかったが、2014年度にバラモン兄弟が初勝利すると両者和解し、ムーの太陽を結成した。

## 宇宙大戦争 EPISODE.1
- 2005年12月21日、後楽園ホール大会。Gammaと佐藤兄弟によるルード軍団と正規軍・サルセロス結託で抗争。サスケ達はロス・サルセロス・ハポネセスと結託し抗争開始する。怒り心頭のサスケは試合終了後に自転車でリングへ向かうが返り討ちにあってしまう。
- 2006年2月19日、後楽園ホール大会。佐藤兄弟のルード軍団名が「STONED」となり、サスケはディック東郷と組み、「マスカラ・デスティエロ・イクスプルシオン・コントラ・カベジュラ(敗者・覆面（皮）剥ぎ[4]or髪切り)」マッチを敢行。サスケはまたも自転車を使用するが返り討ち、客席南側の上段から自転車もろとも転げ落ちてしまう。また大型ラダーを設置、頂上からケプラーダか何かを投下するつもりが、登る途中でラダーごと落とされ大ダメージを負ってしまう。東郷の活躍により試合には勝利。ピンフォール負けした佐藤恵が丸坊主となる。
- 4月30日、新潟・フェイズ大会。あまりにも自由すぎるサスケに対し佐藤秀は互いの手首にチェーンをつけたデスマッチを要求しサスケも承諾。「マスカラ・コントラ・カベジュラ-10mロングチェーンデスマッチ-」を敢行。場外乱闘は会場を飛び越え外にまで発展。信濃川付近の萬代橋からの転落などが長時間続き、会場内に取り残されたお客さんを待たせる始末となる。自転車、花火などが凶器として使用される中、足にオイルの染みたタオルを巻きつけ引火したままの飛び蹴りによるサスケが勝利し秀は丸坊主となる。
- 12月17日、パートナーに野橋真実を迎え、最初の宇宙大戦争を敢行。形式は「金網エニウェアバンクハウスタッグデスマッチ」。豆腐、熱々の、あんかけ焼そばなど食べる凶器が登場。サスケがラダーやテーブルを設置するが自ら自爆してしまう光景が目立つようになる。野橋の奮闘によりサスケは勝利を収める。

| 2006年12月17日「東京大会Vol.1」 金網エニウェアバンクハウスタッグデスマッチ |                |                |
| ザ・グレート・サスケ ○野橋真実                                             | 33分0秒 逆打ち | 佐藤秀 佐藤恵× |

## 宇宙大戦争 EPISODE.2
- 2007年11月24日、宮城大会。全試合終了後、欠場中のサスケのインタビュー中に佐藤兄弟が乱入。「宇宙戦争」に意欲を示さないサスケに対し、佐藤兄弟が『後楽園がお前の宇宙船だろ。』の言葉に、サスケが意味を理解し『宇宙戦争じゃない、これは宇宙大戦争だ!』と闘争本能を示す。
- 12月23日、オープニングでサスケは佐藤兄弟の口車に乗せられ奇襲に合い失神。試合には青マスク「SASUKE」で登場。パートナー"X"は謎のマスクマン「ザ・グレート・フジタミノル」。食べる凶器としてパスタ(乾麺)攻撃[5]の他、氷や桶樽などが登場。途中でSASUKEのマスク剥ぎに成功したかと思われたが、現れたのは赤マスク。我に返ったサスケは逆襲。しかし、自分で桶樽の上に設置したラダーから転落し今回も大ダメージを負ってしまう。その苦戦のなかで勝利。「SASUKE」としての記憶がないため、まだオープニングだ゛と思いこんでるサスケは『宇宙大戦争を始めるぞ!』とコール。佐藤兄弟の『終わっただろ!とりあえずまた今度だ!』で終幕した。

| 2007年12月23日「宇宙大戦争 最終決着戦!!          |                                                                        |                |
| ○ザ・グレート・サスケ ザ・グレート・フジタミノル | 16分57秒 イス盛へのサスケスペシャルXver.10.2セグウェイ（モノマネ禁止） | 佐藤秀 佐藤恵× |

## 宇宙大戦争 EPISODE.3
- 2008年、佐藤兄弟は新たなルード軍「九龍」結成。
- 10月17日、岩手・滝沢村大会。サスケは第三の人格「ダークナイト・サスケ」として同じ宇宙人「ウルトラマンロビン」と宇宙人同盟を結託。佐藤兄弟はロビンの敵であるメフィラス星人とガッツ星人を呼び込んでロビン拉致に成功する。
- 10月25日、東京・新木場大会。サスケの"永遠のともだち"「サバイバル飛田」がパートナーを失ったサスケに駆けつけ宇宙大戦争に挑む。
- 12月12日、拉致されたロビンは十字架に捕らえられていた。ゴングと同時にロビン救出に急ぐサスケだったが、九龍メンバーやメフィラス星人の攻撃にやられてしまう。また南野タケシの運転する黒いバイクが会場に乱入し、サスケ、飛田、記者カメラマンが犠牲者となる。試合中になんとかロビン救出に成功。しかし、自分で桶樽の上に設置したラダーから転落し今回も大ダメージを負ってしまう。ロビンの活躍によりメフュラス星人を撃破に成功。サスケはダークナイトとして『礼なら要らない。』と黒いバイクにまたがり去っていった。

| 2008年12月12日「宇宙大戦争 再最終決戦!!」               |                                   |                               |
| ザ・グレート・サスケ サバイバル飛田 ○ウルトラマンロビン | 20分17秒 ダイビングボディアタック | 佐藤秀 佐藤恵 メフィラス星人× |

## 宇宙大戦争 EPISODE.4
- 2009年5月3日、SGP15周年を記念して開催されたメインに宇宙大戦争を開催。同時開催されたフリーマーケットでも場外乱闘を繰り広げて、試合はゼットン乱入によるノーコンテスト。フリマで販売されていた「鉄腕」の等身大フィギュア(13万円)を佐藤恵が凶器として使用。ある事情から後楽園大会の凶器にもなった[8]。テッド・タナベレフェリーは、最初で最後の宇宙大戦争を裁いた。
- 10月、宇宙大戦争終幕を宣言しクリーンファイトをするサスケは第4の人格として「ランディ・サスケ」となる。佐藤兄弟は宇宙大戦争継続を主張し反則試合を繰り返す。
- 11月15日、仙台大会。再びロビンとのタッグで佐藤兄弟と戦うが敗戦。氷結スプレー「ダイヤモンドダスト」によりロビンは氷付けにされ再度拉致される。そこでサスケはパートナーとして怪獣博士「獣神サンダー・ライガー」とのヒーローコンビで挑むことを宣言。
- 12月12日、ライガーとサスケはウルトマンカラーのコスチュームで登場。ライガーの活躍により勝利を飾りロビンは救出されるが、怪獣達の乱闘で延長戦となる。また前記で紹介した「鉄腕」も凶器として使用され試合後には無残な姿となる。なお著作権の関係でサムライTVでは「鉄腕」はぼかし処理。後に発売されるDVDには未処理で収録。

| 2009年12月12日「宇宙大戦争 再、再最終決戦!!」                   |                                                            |                                        |
| ザ・グレート・サスケ ○獣神サンダー・ライガー                    | 23分29秒 フライング・ボディーシザース                      | 佐藤秀 佐藤恵×                         |
| ○ザ・グレート・サスケ 獣神サンダー・ライガー ウルトラマンロビン | 1分9秒 サスケスペシャルXver.10.2セグウェイ（モノマネ禁止） | 佐藤秀 佐藤恵 メフィラス星人× ゼットン |

## 宇宙大戦争 EPISODE.5
- 2010年10月、サスケは映画「アンヴィル!」に感化されロックスター宣言。メンバーとしてKen45°を勧誘に拒むが、サスケとの条件マッチにより九龍から離脱する。ロックバンドを結成したサスケは、新メンバーにリッキー・フジ、ミカタが参加しバンド「クレイジー・クルー」を結成。
- 11月、佐藤兄弟のパートナーとして、銀の全身タイツをまとった野橋"宇宙人"太郎が登場するが、サスケ、Ken45°達には見えていない。一瞬、見えたかのような反応をして驚いたが、野橋の後ろにあったデパートの垂れ幕に記してあるセール内容に驚いていた。
- 12月16日、宇宙大戦争は「ザ・音楽（ロック）ウォーズ・リング解体エニウェア6人タッグマッチ」として開催。試合開始5分後にスタッフがリングを解体、撤収を始める。リングが片付けられてどちらも苦戦を強いられる中、サスケが野橋を撃破している。最後には南口側に設置された特設ステージにてクレイジークルー特別ライヴが敢行された。
- あれほど見えていなかった野橋だったが、全身に電飾を装着し点灯させると、サスケ達にもようやく見え初めて見る宇宙人に驚きを隠せなかった。ANVIL/Metal on Metal、BON JOVI/You Give Love a Bad Nameが演奏。Kenのギターの弦が切れるハプニングもあったが無事完奏。さらにアンコールも敢行されBON JOVI/It's My Lifeが演奏され終幕した。この模様は楽曲の著作権の関係でサムライTV等は歌唱部分はカットされ放送された。

| 2010年12月16日「宇宙大戦争 ホントに最終決戦」 リング解体エニウェアマッチ |                                                                          |                                 |
| ザ・グレート・サスケ Ken45° リッキー・フジ                               | 28分17秒 ラダーからのサスケスペシャルXver.10.2セグウェイ（モノマネ禁止） | 佐藤秀 佐藤恵 野橋"宇宙人"太郎× |

## 宇宙大戦争 EPISODE.6
- 2011年10月15日、岩手大会終了後、佐藤兄弟が挑発するも、サスケは必要性が無いと乗り気にならず。しかし選挙でボロ負けしたことで佐藤兄弟は「岩手に必要されてねぇ。」とぶつけると、サスケは『その通りだ。』と返し、敗者岩手追放マッチを提案。サスケは『もうすでに追放されてる。』と食いつきの悪い消極的発言をした。
- 11月7日、宮城大会終了後、佐藤兄弟がノーロープ有刺鉄線を使った試合形式を提案すると、サスケの闘争本能に火がつき快諾。そしてパートナーに同じ議員レスラー仲間であった、大仁田厚とタッグ結成を宣告した。
- 12月11日、宇宙大戦争は「ノーロープ有刺鉄線・敗者岩手追放デスマッチ」として開催。予想通り、ほぼ場外乱闘と色々な凶器だらけの攻撃が続き、最終的にはパイプイスを持った佐藤恵へサスケスペシャルを投下し撃破。2012年から佐藤兄弟は岩手県の試合には出場できなくなった。試合後に大仁田はマイクパフォーマンスで、下着(パンツ)を履いてこなかったため、有刺鉄線でボロボロになったジーンズの股間付近から微かに片方の睾丸が見えそうになったことを明かす。早く気づいたセコンドは、テーピングをグルグル巻きにして回避したため、あまり観客は気づいていなかった。

| 2011年12月16日「宇宙大戦争ファイナル」 ノーロープ有刺鉄線敗者岩手追放デスマッチ |                                                                              |                |
| ○ザ・グレート・サスケ 大仁田厚                                                  | 27分7秒 ラダートップからのサスケスペシャルver.10.2セグウェイ（モノマネ禁止） | 佐藤秀 佐藤恵× |

## 宇宙大戦争 EPISODE.7
- 2012年10月13日、岩手大会の入場式に現れたバラモン兄弟がサスケを挑発し、宇宙大戦争を促す。しかし、サスケは予言されている"マヤ暦による地球最後の日"のため、大会当日は遠くへ行っていると発言。
- 11月18日、宮城大会終了後、サスケが「カラテバラモン」を見て闘争本能に火がつき、宇宙大戦争の開催が決定する。バラモン側は、カラテ、ゼブラ、ベインを、サスケ側は、ヤッペーマン3人、ある超人を連れて来ると発表し、10人タッグマッチが決定した。しかし、サスケが全日本プロレス参戦中に左肩甲骨骨折の大怪我を負ってしまい、宇宙大戦争以外の予定試合を全て欠場した。試合当日、やはりサスケはドクターストップにより欠場、試合前に挨拶しセコンドについた。ヤッペーマンはそれぞれキャプテン・アメリカ、アイアンマン、キャットウーマンに扮し、超人ハルクに扮した超人・関本が登場。バラモン側はベインに扮したベイン火野が登場する。野橋星人を超人関本が蹴散らし試合が開始。セコンドのサスケは全選手が場外乱闘中に脚立と椅子を並べるものの関本は登らず倒してしまう。そのままサスケがバラモンの奇襲で捕まってしまう。そこにもう一人のサスケが登場するも、あっさり返り討ちとなる。その後は超人・関本にぶっこ抜きジャーマンを食らったケイを、すかさずサスケがフォールを奪って勝利となった。

| 2012年12月13日「宇宙大戦争 ザ・グレート・サスケライジング 伝説が壮絶に終わる」 |                                                                |                                                                                 |
| ○ザ・グレート・サスケ ヤッペーマン1号 ヤッペーマン2号 ヤッペーマン3号 超人関本 | 23分16秒 超人関本の投げっ放し式ジャーマンスープレックス 体固め | バラモン・シュウ バラモン・ケイ× カラテバラモン ベイン火野 ザ・グレート・ゼブラ |

## 宇宙大戦争 EPISODE.8
- 2013年10月、岩手大会にて長期欠場中のサスケから、バラモン兄弟へ宇宙大戦争を呼びかける。しかしバラモン側は拒否するも、サスケはノリノリな態度。新木場大会では、映画「MAGIC MIKE」の主人公に扮した格好で踊りながら登場。とてもケガ人のすることじゃないと兄弟から突っ込まれる。
- 11月、対戦カードが発表され、サスケのパートナーは、マッチョ★バンプ、ヤッペーマンズとなる。対するバラモン軍は、(バラモン)シュウ＆ケイ＆カラテ&宇宙東林寺組試合は初のバラモン側が勝利。試合後サスケが「来年からの地球の危機に対して、力を合わせよう」と、バラモン兄弟に合体を要求。兄弟も受託しムーの太陽を結成する。

| 2013年12月13日「今年もやるでしょう!!宇宙大戦争 MAGIC SASUKE」         |                                               |                                                            |
| ×ザ・グレート・サスケ ヤッペーマン1号 ヤッペーマン2号 マッチョ☆パンプ | 20分45秒 和桶ムーンサルト自爆からの五体不満足 | バラモン・シュウ○ バラモン・ケイ カラテバラモン 宇宙東林寺 |

## 宇宙大戦争 EPISODE.9
- 2014年11月、ムーの太陽による念写で今年の宇宙人は亀であることが公表される。その後かめっしーであることが発表される。宇宙大戦争仙台決戦前編ではかめっしーとムーの太陽によるハンディキャップマッチを行い快勝。試合後にはかめっしーの弟のかめごろーの首を切り殺してしまう。しかし仙台決戦後編ではヤッペーマン1号2号がかめっしーのタッグパートナーとなり試合はかめっしーがサスケに腕ひしぎ逆十字固めで勝利する。敗れたサスケはもう一人の神を連れてくることとカメの惑星に行きカメを皆殺しにしてくると発表。一方のかめっしーたちは首を切られたカメゴローの胴体を使って再生手術として、かめごろーを復活させる。体を巨大化させるが記憶はほとんど失っていて宇宙大戦争で兄のために戦うと言うことしか記憶はないと言う。さらに仙台大会ではヤッペーマンもかめっしーのマスクをかぶりかめっしー1号2号として活動す対戦カードはムーの太陽&Xwithミニサスケvsかめっしー&かめっしー1・2号&かめごろーとなる。Xはウルトラマンロビンであった。試合には和桶や初参戦の生体兵器イルカを投入し合体パワーボムで勝利し地球の危機を救った[12]。

| 2014年12月12日「宇宙大戦争 神々と亀々の戦い」                            |                                                  |                                                    |
| ○ザ・グレート・サスケ バラモン・シュウ バラモン・ケイ ウルトラマンロビン | 37分55秒 サンダーファイヤーパワーボム 片エビ固め | かめっしー× かめっしー1号 かめっしー2号 カメゴロー |

## 宇宙大戦争 EPISODE.10
| 2015年12月10日「宇宙大戦争 さよなら人類」                                           |                                                                                    |                                                                      |
| ○ザ・グレート・サスケ バラモン・シュウ バラモン・ケイ ウルトラマンロビン マスターET | 43分33秒 ラダーからのサスケスペシャルX Ver.10.2セグウェイ（モノマネ禁止） エビ固め | ダースベーダーGAINA 東林寺ヨーダ× スーパーマン錦也 C3PO-1号 R2D2-2号 |

## 宇宙大戦争 EPISODE.11
| 2016年12月15日「宇宙大戦争11 FAKE 誰にも言わないで下さい。衝撃のメンイベント。好きな人と観に来てほしい。これは、ふたりの物語」 |                                         |                                                                               |
| ○ザ・グレート・サスケ バラモン・シュウ バラモン・ケイ ウルトラマンロビン モスラ                                                | 36分31秒 ダークナイトライジング →体固め | キラークロックGAINA ハーレイクイン2号 デッドショット１号 グンジ シン・ミニラ× |

## 宇宙大戦争 EPISODE.12
| 2017年12月15日「宇宙大戦争12 パッションリーグ MAKE JAPAN GREAT AGAIN」                                |                            |                                                                                         |
| ○ザ・グレート・サスケ バラモン・シュウ バラモン・ケイ フラッシュディック 高橋奈七永 with ミニマスター | 40分43秒 クマジャム 体固め | レックスルーサー1号 ステッペンウルフ2号 ドクターポイズン3号 ダークサイドGAINA 火星OK号× |

## 宇宙大戦争 EPISODE.13
| 2018年12月21日「グレイテスト・ボヘミアン・ガチ星・オブ・ザ・セクシーズ」                |                                      | |
| ○ザ・グレート・サスケ バラモン・シュウ バラモン・ケイ ウルトラマンロビン ゴージャス松野 | 49分54秒 高輪ゲートウェイ 片エビ固め | デイジーヒルトン1号 ヴァイオレットヒルトン2号 ヤッペーマン3号 LGBTaro× 髭女ガイナ チビクソプリティ将軍 |

## 宇宙大戦争 EPISODE.14
| 2019年12月13日「宇宙大戦争14 ～小さな恋のロケットマンタロウのバカと雪の女王:ニュー・フェイト LAST BLOOD～」 |                                | |
| ○ザ・グレート・サスケ バラモン・シュウ バラモン・ケイ X→アナル好きの王子 XX→ゆきずりの女王                  | 43分14秒 届けあなたに エビ固め | エルトン・ジョンランボー（C:シルベスタ・スタロウ）× シュワルッツネッガイナー エルサ1号 アナ2号 プリティオラフ |

## 宇宙大戦争 EPISODE.15
| 2020年12月11日「宇宙大戦争15 ～異端のテネット・マン完結とんかつDJリー太郎バスターズ全裸インディ・ジョーズ／ロビンvsコング～今週の日経読んだ？」 |                                                    | |
| ○ザ・グレート・サスケ バラモン・シュウ バラモン・ケイ ウルトラマンロビン アブドーラ・マシュメロ with全裸ジョーカー                              | 48分48秒 高輪ゲートウェイfromトランプタワー 体固め | インディー・ジョーズ× GAINAコング マーレイ博士1号 エイクロイド博士2号 オバケのDJリー太郎（異端の鳥） |

## 宇宙大戦争 EPISODE.16
| 2021年12月17日「宇宙大戦争16～サスケ、イン、マイマインくれなずめシグナル長期未解決事件捜査班レミニセンス怪獣使いと少年vs.コングMINAMATAドライブ・マイ・カー賭ケグルイ絶体絶命ロシアンルーレット太田反省会4Kリマスター版TOKYO2020悪魔のせいなら、無罪。～」 |                      | |
| ○ザ・グレート・サスケ ピクトグラムMASA1号 ピクトグラフhitoshi2号 帰ってきたシン・ウルトラまんたろう ウルトラマンロビン withドライバー小石川ミサキ | 45分56秒 1941 体固め | バラモン・シュウ バラモン・ケイ メカGAINAコング× あつまれ！！ちびっ子怪獣坂太田142号・銭ゲバプリティっちゃまQ ゴージャス人 with郡司旬博士 |

## 宇宙大戦争 EPISODE.17
| 2022年12月15日「宇宙大戦争17 ぜんぶ、ボクのせい」                                                                                          |                                       | |
| ○ザ・グレート・サスケ クリス・ドラゴ ミスター・ミヤギ1号 ダニエル・ラルーソ―2号 見た目はBLACK中身はブルーのはし光たろう withセリーナ神姫楽 | 49分2秒 戦後レジームからの脱却 体固め | バラモン・シュウ バラモン・ケイ バラオム太田 ウルトラマンロビン ブラザームーン withなぞのなぞなぞ怪人ものしりグンジラー |

## 宇宙大戦争 EPISODE.18
| 2023年12月15日「宇宙大戦争18 ～オオタのうた～」                                       |                              | |
| ○ザ・グレート・サスケ 紫SHIKIBU1号 紫SHIKIBU2号 コバヤシ・ピグレット イーサン・のはし | 50分49秒 哀れみの讃歌 体固め | バラモン・シュウ バラモン・ケイ ヴァチカンの太田 ユー・がいなくまさん 世界の平和を守る魔法少年・頂き男子あゆちゃん |